# فدریکو ماسی
فدریکو ماسی (انگلیسی: Federico Masi؛ زادهٔ ۱۰ اکتبر ۱۹۹۰) بازیکن فوتبال اهل ایتالیا است.
از باشگاه‌هایی که در آن بازی کرده‌است می‌توان به باشگاه فوتبال فیورنتینا، باشگاه فوتبال ونتزیا، و باشگاه فوتبال باری اشاره کرد.
وی همچنین در تیم‌های ملی فوتبال زیر ۱۷ سال ایتالیا، زیر ۲۰ سال ایتالیا، و Italy under-21 Serie B representative team بازی کرده‌است.
وی در مسابقات کشوری و بین‌المللی در مجموع برندهٔ ۱ مدال طلا شده‌است.